# Lissotriton maltzani
Lissotriton maltzani – gatunek płaza ogoniastego z rodziny salamandrowatych występujący endemicznie w południowo-zachodniej Portugalii. Do niedawna zaliczany do gatunku traszka portugalska, od której różni się natomiast mniejszymi rozmiarami oraz jaśniejszym grzbietem. Gatunek najmniejszej troski (LC) w związku z m.in. rozległym zasięgiem występowania. 

## Pozycjataksonomiczna
Takson ten zaliczony został do gatunku traszka portugalska (Lissotriton boscai) przez brytyjskiego zoologa George’a Alberta Boulengera w 1882 roku. W 2006 roku analiza filogenetyczna (użyto mitochondralnego DNA) i filogeograficzna wykazała, że populacja z południowo-zachodniej Portugalii tworzy osobny ród (ang. lineage). W związku z powyższym w 2009 roku Dubois i Raffaëlli zaliczyli ten takson do osobnego gatunku L. maltzani. Następne badania potwierdziły odrębność genetyczną L. maltzani i wykazały, że pomimo sporadycznego krzyżowania traszki portugalskiej i L. maltzani, między oboma taksonami występuje częściowa bariera reprodukcyjna, w związku z czym od 2020 roku płaz ten uważany jest przez większość europejskich herpetologów za osobny gatunek.

## Wygląd
Z wyglądu podobny do traszki portugalskiej, od której różni się mniejszymi rozmiarami ciała (5,5–8,0 cm u L. maltzani, 7,5–10,0 cm u traszki portugalskiej) oraz jaśniejszym grzbietem (w szczególności u samic) i mniej wyraźnymi czarnymi kropkami.

## Zasięg występowania i siedlisko
Endemit – występuje zapewne wyłącznie w południowo-zachodniej Portugalii na wysokości 0–900 m n.p.m. Zasiedla płytkie stawy cechujące się bujną roślinnością oraz strumienie. Na lądzie spotkać go można na plantacjach eukaliptusa, w gajach sosnowych, dębowych terenach leśnych oraz na piaszczystych obszarach nadmorskich. 

## Status i ochrona
IUCN klasyfikuje L. maltzani jako gatunek najmniejszej troski (LC) w związku z rozległym zasięgiem, tolerancją na modyfikacje siedliska oraz (prawdopodobnie) dużymi rozmiarami populacji. Gatunkowi temu zagrażać może utrata siedliska w związku z wysuszaniem zbiorników wodnych w celach rolniczych i urbanistycznych, drapieżnictwo ze strony introdukowanych ryb oraz innych zwierząt takich jak rak luizjański (Procambarus clarkii) czy wizon amerykański (Mustela vison). Płaz ten może być również do pewnego stopnia podatny na infekcje patogenicznego grzyba Batrachochytrium salamandrivorans. L. maltzani występuje zapewne w kilku obszarach chronionych w południowo-zachodniej Portugalii, a w jego ochronie pomóc może lepsze dokładne określenie granic zasięgów traszki portugalskiej i L. maltzani.